# Stenhelia cornuta
Stenhelia cornuta är en kräftdjursart som beskrevs av Lang 1936. Stenhelia cornuta ingår i släktet Stenhelia och familjen Diosaccidae. Inga underarter finns listade i Catalogue of Life.